# DR-Baureihe E 92.7
Die EG 571 ab bis EG 579 ab waren elektrische Güterzug-Lokomotiven der Preußischen Staatseisenbahnen. Die Deutsche Reichsbahn ordnete die Lokomotiven ab 1925 in die Baureihe E 927 ein.

## Geschichte
Die Preußischen Staatseisenbahnen beabsichtigten vor dem Ersten Weltkrieg, elf Doppellokomotiven mit Einzelachsantrieb für den Dienst auf den schlesischen Gebirgsstrecken zu beschaffen. Infolge des Krieges verzögerte sich die Beschaffung aber, sodass erst 1923 bis 1925 neun Lokomotiven ausgeliefert wurden. Die elektrischen Ausrüstungen wurden von den Siemens-Schuckert-Werken geliefert. Der mechanische Teil wurde von den Linke-Hofmann-Werken in Breslau gebaut.
Laut Betriebsprogramm sollten 500-t-Güterzüge bei 20 ‰ Steigung und 1200-t-Güterzüge bei 10 ‰ Steigung bei Krümmungen bis 188 m in der schnellsten Fahrzeit, die Dampflokomotiven erbringen konnten, befördert werden.
Die Indienststellung der ersten Lok erfolgte erst im Jahre 1923. Die letzten zwei Maschinen wurden 1925 geliefert. Bei der DR erhielten die Fahrzeuge 1928 die Betriebsnummern E 92 71 – E 92 79. Zwischenzeitlich wurde auch die Geschwindigkeit der Loks auf 60 km/h erhöht. Außerdem gelangte eine elektrische Zugheizeinrichtung zum Einbau, sodass die E 92 nun auch im leichten Reisezugdienst eingesetzt werden konnten.
1946 wurden bis auf die schon ausgemusterte E 92 74 alle Lokomotiven als Reparationsleistungen an die Sowjetunion abgegeben. 1952/53 kehrten die E 92 71, 73, 75 – 77 und E 92 79 von dort zurück und wurden in den Schadpark der DR eingereiht. 1962 erfolgte die Ausmusterung. Im August 1965 wurde die letzte Lok dieser Baureihe verschrottet.

## Technische Merkmale

### Mechanischer Teil
Die Lokomotiven waren zweiteilig aufgebaut mit der Achsfolge Co+Co. Jedes Fahrgestell hatte drei Achsen und besaß Einzelachsantrieb. Die jeweils mittlere Achse war um 15 mm seitenverschiebbar und hatte schwächere Spurkränze.
Der Lokomotivrahmen jeder Fahrzeughälfte war ein Außenrahmen, welcher Querverbindungen für die Motoraufhängung, die Kurzkupplung sowie die Pufferbohle besaß. Beide Rahmen waren durch eine Kurzkupplung miteinander verbunden. Die Lokomotivkästen waren aus Stahlblech aufgebaut und durch einen Faltenbalg untereinander verbunden.
Am Kurzkuppelende jeder Fahrzeughälfte war je ein Gepäckraum mit Schiebetür angeordnet. Diese enthielten verschiedene elektrische Einrichtungen. Die Fahrzeuge gehörten somit zu den Gepäcklokomotiven, genau wie die EG 538abc – EG 549abc und EG 551/552 – EG 569/570. An den jeweiligen Gepäckraum schloss sich der Führerstand an.
Die Vorbauten beherbergten die Hauptaggregate wie Transformatoren und Schütz-Steuerung. Die Anordnung der Führerstände hinter den Vorbauten ließ wie bei den EG 551/552 – EG 569/570 nur eine eingeschränkte Sicht auf die Strecke zu.
Die Bremseinrichtung bestand aus einer Druckluftbremse Kzbr, Luftverdichter und Hauptluftbehälter. Außerdem war je Lokhälfte eine Handbremse vorhanden. Als Hilfseinrichtungen besaßen die Lokomotiven eine Sicherheitsfahrschaltung, Signalglocken und -pfeifen sowie Sandstreueinrichtungen.
Die maximale Geschwindigkeit der Lokomotiven betrug zuerst 50 km/h, später dann 60 km/h.

### Elektrischer Teil
Die Fahrmotoren waren sechs achtpolige Wechselstrom-Reihenschlussmotoren in Tatzlagerbauweise, die auf beiden Seiten mit einem geradverzahnten Getriebe ausgerüstet waren. Es waren die gleichen Motoren wie bei den Triebwagen der Baureihe ET 88.
In die Maschinen waren zwei fremdbelüftete Öltransformatoren eingebaut. Die Sekundärseite besaß neun Anzapfungen für die Fahrmotoren. Auf dem Dach befanden sich zwei druckluftbetätigte Stromabnehmer, die über die Dachleitung an den Hauptschalter angeschlossen waren. Dazwischen war eine Dämpfungsdrossel eingebaut. Hauptschalter und Dämpfungsdrossel waren in der Hochspannungskammer in einem der Vorbauten untergebracht.
Die Steuerung erfolgte über elektromagnetische Schütze mit Dreifachdrosselspulen und Stromteiler. Fünfzehn Dauerfahrstufen konnten angewählt werden. Des Weiteren waren die Maschinen mit Fahrtwendeschaltern und handbetätigten Trennschaltern ausgerüstet.

## Einsatz
Die Lokomotiven standen bis 1945 auf der Schlesischen Gebirgsbahn und den abzweigenden Nebenstrecken im Einsatz, wo sie sich aufgrund ihres zuverlässigen Antriebs und des geringen Wartungsaufwands bewährten. Im Februar 1945 wurden die Maschinen nach Leipzig zum mitteldeutschen Netz umbeheimatet.